# ژلکو ماتوش
ژلکو ماتوش (انگلیسی: Željko Matuš؛ زادهٔ ۹ اوت ۱۹۳۵) بازیکن فوتبال کروات‌تبار اهل یوگسلاوی بود.
از باشگاه‌هایی که در آن بازی کرده‌است می‌توان به باشگاه فوتبال زوریخ و باشگاه فوتبال دینامو زاگرب اشاره کرد.
وی همچنین در تیم‌های ملی فوتبال کرواسی و یوگسلاوی بازی کرده‌است.
وی در مسابقات کشوری و بین‌المللی در مجموع برندهٔ ۱ مدال طلا، ۱ مدال نقره شده‌است.